# 231 PLM 6011 à 6030 & 6221 à 6285

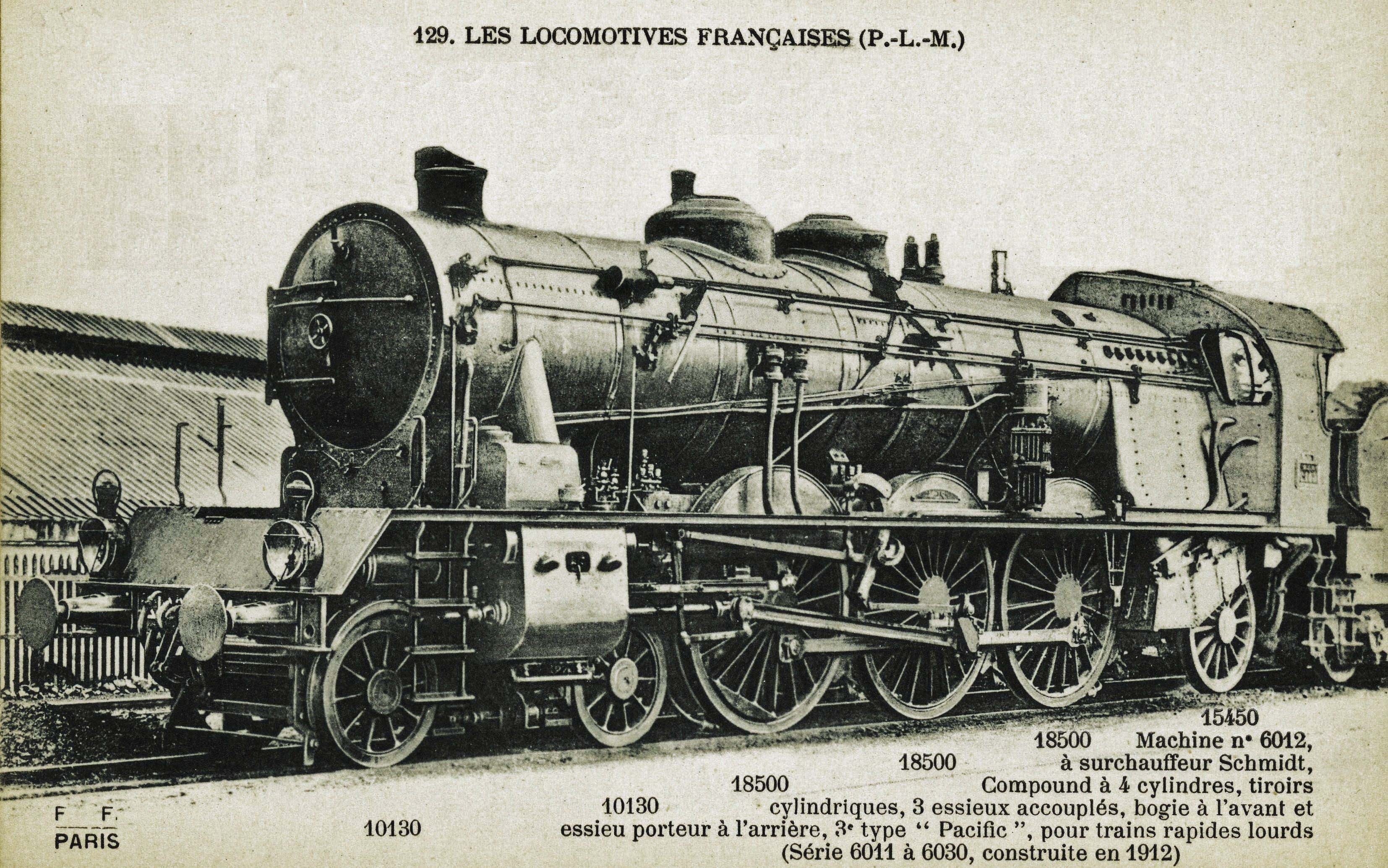
Carte postale de la locomotive 6012, 1912.

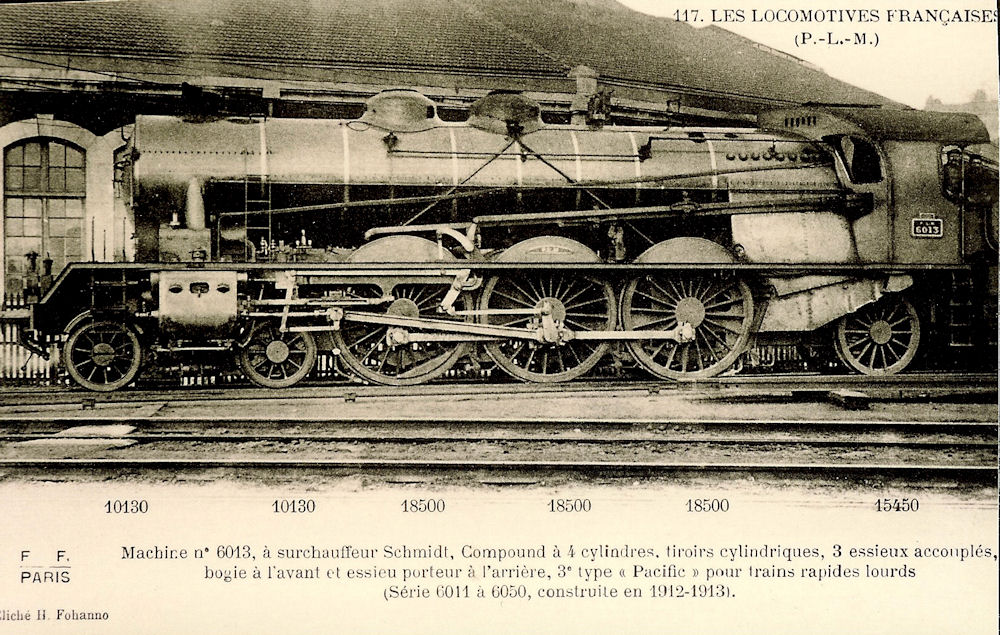
Carte postale de la locomotive 6013.

Les 231 PLM 6011 à 6030 sont des locomotives compound de type Pacific utilisées pour la traction des trains de voyageurs de la Compagnie des chemins de fer de Paris à Lyon et à la Méditerranée. 
Construites en 1912-1913, elles dérivent de la fameuse 6001 qui a contribué au développement des locomotives compound en France.
Elles sont renumérotées 6201 à 6220 en 1913 (série 6201 à 6285), puis 231 C 86 et 231 C 2 à 20 en 1925 (série 231 C 2 à 86), futures 5-231 K 86 et 231 K 2 à 20.
Les 231 PLM 6221 à 6285  sont identiques aux 6011 à 6030. Au 1er janvier 1925, elles deviennent 231 C 21 à 85, futures 5-231 K 21 à 85. 
Elles forment avec les séries de locomotives associées la famille des Pacific PLM
À la SNCF en 1938, la série sera immatriculée 231 K 2 à 86.

## Historique
Ces machines sont livrées de la manière suivante :
- 6201 à 6220, (ex 6011 à 6030), Henschel en 1912
- 6221 à 6250, Ateliers et Chantiers de la Loire en 1913
- 6251 à 6260, Ateliers et Chantiers de la Loire en 1914
- 6261 à 6285, SACM en 1921

En 1925 la série sera réorganisée :
- 231 C 1, ex 6001
- 231 C 2 à 20, (ex 6202 à 6220)
- 231 C 21 à 85, (ex 6221 à 6285)
- 231 C 86, (ex 6201)

## Caractéristiques
- Pression de la chaudière : 16 bars
- Surface de grille : 4,25 m2
- Surface de chauffe : 190,45 m²
- surface de surchauffe : 62.57 m²
- Diamètre et course des cylindres HP : Ø440 * 650 mm
- Diamètre et course des cylindres BP : Ø650 * 650 mm
- Diamètre des roues du bogie avant : Ø1000
- Diamètre des roues motrices : Ø2000
- Diamètre des roues du bissel arrière : Ø1360
- Masse à vide : 82,5 t
- Masse en ordre de marche : 91,2
- Masse adhérente : 55,5 t
- Longueur hors tout : 13,9 m
- capacité du tender : 28 m3 d'eau et 7,0 t. de charbon
- Masse du tender en ordre de marche : ?? t
- Longueur totale de la machine : 13,99 m
- Masse totale : ?? t
- Vitesse maxi en service : ,?? km/h

### Article externe
- WikiPLM : 6011 à 6050 puis 6201 à 6285